# Diana Pickler
Diana Pickler (née le 9 décembre 1983 à Shreveport) est une athlète américaine, spécialiste de l'heptathlon.
Elle a remporté cette épreuve des Championnats des États-Unis d'athlétisme 2009, en réalisant un total de 6 290 points.

## Palmarès

### Championnats du monde
- Championnats du monde d'athlétisme de 2007 à Osaka ( Japon)
  - 25e de l'heptathlon avec 5 838 points.
- Championnats du monde d'athlétisme de 2009 à Berlin ( Allemagne)
  - 11e de l'heptathlon avec 6 086 points.